# فضيات

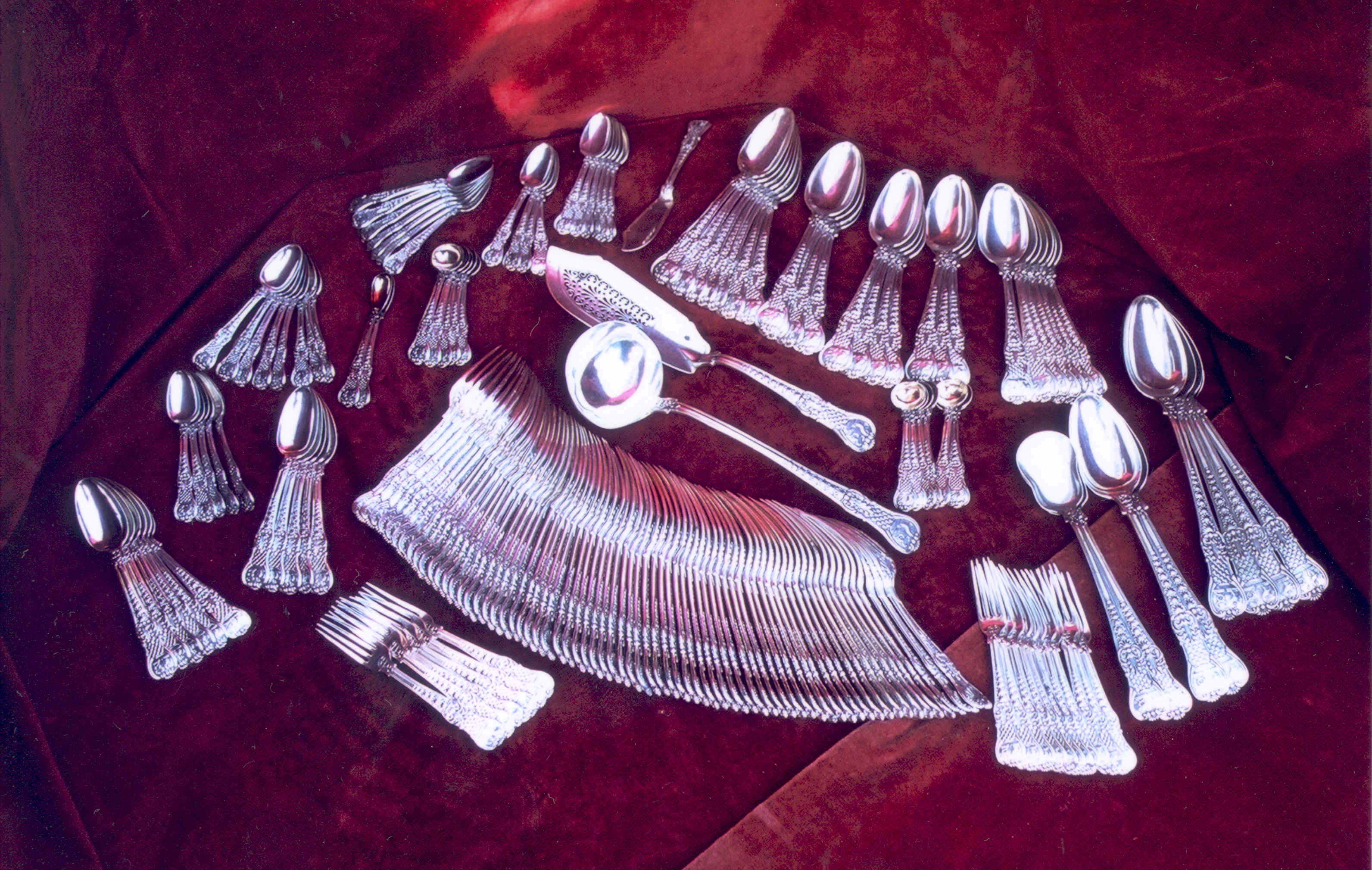
طقم فضيات من أدوات تناول
الطعام

الفضّيات (أو الأواني الفضّية) هو مصطلح يشمل الأواني وأدوات تناول الطعام وأطباق الزينة وأغراض الديكور المصنوعة من الفضّة أو سبائكها المختلفة مثل الفضة الإسترلينية وفضة بريطانيا وغيرها.
تعد الشمعدانات أو أطقم صب الشاي ممن الأمثلة الشائعة على الفضيات.